# 萧恒德
萧恒德（10世纪？—996年），字逊宁，辽朝官员，契丹人，有胆略而善谋。

## 经历
统和元年（983年），与辽圣宗的妹妹越国公主耶律延壽女结婚，拜驸马都尉，迁南面林牙。随宣徽使耶律阿没里征高丽，回国后，改任北面林牙。当时宋朝将领曹彬、米信侵入燕地，耶律休哥与恒德议军事，多见信用，任命其为东京留守。
统和六年（988年），辽圣宗亲攻宋朝，围沙堆，恒德独当一面。城上矢石如雨，恒德意气自若，督促将士夺其陴。最终城被攻克，萧恒德中流矢，太后萧绰亲自探望，赐药。攻长城口，又率先头部队攻敌营，萧太后多次表扬。当时高丽未归附，恒德接诏书，率兵拔其边城。高丽成宗王治惧怕，上表请降。
统和十二年（994年）八月，赐启圣竭力功臣。后跟从都部署奚和朔奴讨兀惹。未战，兀惹请降。萧恒德想虏获对方利益，不许兀惹投降，导致兀惹死战，城不能拔。奚和朔奴打算退兵，恒德说：“以彼倔强，吾奉招来讨，无功而还，诸部谓我何！若深多获，犹胜徒返。”奚和朔奴不得己，进击东南诸部，至高丽北部边界。回兵时，道远粮绝，士马死伤者众多，因此萧恒德被撤职，削功臣称号。
统和十四年（996年），为行军都部署，征伐蒲卢毛朵部。回来时，公主有病，萧太后遣宫人贤释侍奉公主，恒德与宫人贤释私通。公主忧愤而死。萧太后怒，赐死。后追封兰陵郡王。

## 家属
- 兄：萧排押，妻子卫国公主耶律長壽女，与耶律延壽女同为辽景宗之女。
- 儿子：萧匹敌
- 女儿：高丽史记载成宗十四年（统和十三年）左承宣趙之壽如契丹請婚，以東京留守駙馬蕭恆德女許嫁高麗成宗。